# Николаевский, Фёдор Иосифович
Фёдор Ио́сифович (О́сипович) Никола́евский (первоначальное имя Фа́йвуш Ио́селевич Никола́евский; 24 сентября (6 октября) 1880, Вильна ― 28 мая 1951, Москва) ― русский и советский кларнетист, военный дирижёр, музыкальный деятель. Заслуженный артист РСФСР (1933), полковник (1943).

## Биография
Родился в Вильне, в семье кларнетиста Иосифа Львовича (Йоселя-Зельмана Мойше-Лейбовича) Николаевского (1850—1911), уроженца местечка Николаево Ошмянского уезда Виленской губернии, и Мерки Гдальевны Николаевской (1863—1885), родом из Вильны. Дед, Лейб-Мойше Файвишевич Николаевский (1814—?), уроженец Подольской губернии, был кантонистом и после службы осел в Николаево. У будущего дирижёра был младший брат Мордух — впоследствии композитор и пианист Матвей Иосифович Николаевский (1882—1942). Мать умерла, когда ему было пять лет, и отец вторично женился на Шифре Хацкелевне Николаевской; в этом браке родилось ещё семеро детей. Семья жила в доме Сидорова на Большой Грузинской улице.
Начал музыкальное образование будучи музыкантским воспитанником оркестра 12-го гренадерского Астраханского полка. В 1894―1899 учился в Московской консерватории по классу кларнета И. Ф. Фридриха. С 1898 играл в оркестрах частных московских опер ― С. И. Мамонтова (до 1903) и С. И. Зимина (1904―1910), в 1910―1948 ― солист оркестра Большого театра. Как военный дирижёр выступал с 1914 года (капельмейстер 210-го Бронницкого полка до 1917), в 1924 возглавил оркестр Высшей пограничной школы ОГПУ, который со временем превратился в Образцово-показательный оркестр Внутренних войск МВД СССР, и руководил им до самой смерти. В 1940-х занимал административные посты, связанные с военно-оркестровой службой.
Николаевский ― один из основоположников современной отечественной военной музыки. Образцово-показательный оркестр под его управлением, выступавший на радио, в концертных залах и домах культуры, был первоклассным коллективом высокой художественной и исполнительской культуры и пользовался большой известностью у публики. Николаевский также имеет большое значение как педагог ― среди его учеников ряд кларнетистов, ставших впоследствии солистами ведущих симфонических и духовых оркестров.
Умер в 1951 году. Похоронен на Введенском кладбище (23 уч.).

## Семья
- Жена (с 16 июня 1909 года) — Мария Исааковна Николаевская (в девичестве Пресс, 1882—1966), младшая сестра скрипача М. И. Пресса (1871—1938) и виолончелиста И. И. Пресса (1881—1924)[3]. В 1914 году супруги проживали на ул. Пречистенка, дом 40, кв.74.
  - Сын — Иосиф Фёдорович Николаевский (1913—2000), профессор Московского инженерно-физического института (МИФИ), автор монографий «Современные транзисторы, их устройство и особенности применения» (1962), «Транзисторы и полупроводниковые диоды» (с соавторами, 1963), «Эксплуатационные параметры и особенности применения транзисторов» (1963), «Параметры и предельные режимы работы транзисторов» (1971).
- Сестра (по отцу) — пианистка Мария Иосифовна Николаевская (1890—1973), была замужем за пианистом и музыкальным педагогом Карлом Августовичем Киппом (1865—1925); их дочь — художник-график Ирина Карловна Кипп (1914—1946)[4].
- Дядя (брат отца) — художник и гравёр Фёдор Львович (Файбель Лейбович) Николаевский (также Миколаевский, 1849—1917).